# Liga Nacional de Honduras 1974-75
La temporada 1974-1975 de la Liga Nacional de Fútbol de Honduras fue la novena edición profesional de esta liga. 
El formato del torneo consistió en un calendario a cuatro fechas de todos contra todos seguido de una ronda eliminatoria de 4 equipos. C.D. España ganó el título tras derrotar al C.D. Motagua en la final. Ambos equipos se clasificaron para la Copa de Campeones de la Concacaf 1975.

## Formato
Los participantes disputan el campeonato bajo un sistema de liga, es decir, todos contra todos a visita recíproca, con un criterio de puntuación que otorga:
- 2 puntos por victoria
- 1 punto por empate
- 0 puntos por derrota.

Los empates se definen por penales en las primeras 9 jornadas, otorgando 1 punto extra para el ganador y 0 para el perdedor. Desde la jornada 10 hasta la última, 2 puntos extra para el ganador y 1 para el perdedor.
Los primeros cuatro lugares clasifican a una cuadrangular, donde el campeón se define entre el ganador de la fase regular y el ganador de la cuadrangular, mediante un partido final.
El descenso a Segunda División corresponderá al equipo que acumulara la menor cantidad de puntos, y que por ende finalice en el último lugar de la fase regular. Para el descenso, se contempló un partido extra en caso de empate en puntos de uno o más equipos.

## Ascensos y descensos
| Ascendido de la Segunda División 1973-74 |
| ---------------------------------------- |
| Federal                                  |

| Descendido en la Liga Nacional 1973-74 |
| -------------------------------------- |
| Troya                                  |

## Equipos participantes
| Equipo         | Sede           |
| -------------- | -------------- |
| Atlético Indio | Tegucigalpa    |
| Broncos        | Choluteca      |
| España         | San Pedro Sula |
| Federal        | Tegucigalpa    |
| Marathón       | San Pedro Sula |
| Motagua        | Tegucigalpa    |
| Olimpia        | Tegucigalpa    |
| Platense       | Puerto Cortés  |
| UNAH           | Tegucigalpa    |
| Vida           | La Ceiba       |

## Fase regular
| Pos. | Equipo         | Pts. | PJ | G  | E  | P  | GF | GC | Dif. |
| ---- | -------------- | ---- | -- | -- | -- | -- | -- | -- | ---- |
| 1.   | Motagua        | 71   | 36 | 18 | 15 | 3  | 44 | 19 | +25  |
| 2.   | Olimpia        | 67   | 36 | 13 | 18 | 5  | 28 | 20 | +8   |
| 3.   | España         | 58   | 36 | 12 | 15 | 9  | 44 | 36 | +8   |
| 4.   | Marathón       | 55   | 36 | 13 | 14 | 9  | 36 | 26 | +10  |
| 5.   | Platense       | 52   | 36 | 12 | 13 | 11 | 41 | 40 | +1   |
| 6.   | Broncos        | 48   | 36 | 11 | 12 | 13 | 28 | 31 | -3   |
| 7.   | Federal        | 45   | 36 | 11 | 10 | 15 | 33 | 38 | -5   |
| 8.   | Vida           | 45   | 36 | 6  | 16 | 14 | 25 | 41 | -16  |
| 9.   | UNAH           | 43   | 36 | 9  | 11 | 16 | 29 | 36 | -7   |
| 10.  | Atlético Indio | 38   | 36 | 9  | 9  | 18 | 28 | 49 | -21  |

|  | Clasifica a la cuadrangular, a la final y a la Copa de Campeones de la Concacaf 1975 |
|  | Clasifica a la cuadrangular                                                          |
|  | Desciende a Segunda División                                                         |

## Cuadrangular
| Pos. | Equipo   | Pts. | PJ | G | E | P | GF | GC | Dif. |
| ---- | -------- | ---- | -- | - | - | - | -- | -- | ---- |
| 1.   | España   | 8    | 3  | 2 | 1 | 0 | 3  | 1  | +2   |
| 2.   | Olimpia  | 6    | 3  | 2 | 0 | 1 | 4  | 2  | +2   |
| 3.   | Motagua  | 2    | 3  | 0 | 2 | 1 | 1  | 2  | -1   |
| 4.   | Marathón | 2    | 3  | 0 | 1 | 2 | 1  | 4  | -3   |

|  | Clasifica a la final y a la Copa de Campeones de la Concacaf 1975 |

## Final
|            | POR        | Roger Mayorga   |       |
|            | DEF        | José Durón      |       |
|            | DEF        | Ronald Quilter  |       |
|            | DEF        | Marco Banegas   |       |
|            | DEF        | Héctor Zelaya   |       |
|            | MED        | Mariano Godoy   |       |
|            | MED        | Rubén Guifarro  |       |
|            | MED        | Ángel Obando    |       |
|            | MED        | Óscar Hernández |       |
|            | DEL        | Mario Blandón   |       |
|            | DEL        | Rigoberto Sosa  | Salió |
| Entrenador | Entrenador | Carlos Padilla  |       |

|            | POR        | Carlos Arrieta       |       |
|            | DEF        | Mauricio Álvarez     |       |
|            | DEF        | Jaime Villegas       |       |
|            | DEF        | Carlos Consany       |       |
|            | DEF        | César Dávila         |       |
|            | MED        | Gilberto Yearwood    |       |
|            | MED        | Antonio Pavón Molina |       |
|            | DEL        | José Castro          |       |
|            | DEL        | Jimmy Bailey         | Salió |
|            | DEL        | Arnulfo Echeverría   | Salió |
|            | DEL        | Alberto Ferreira     |       |
| Entrenador | Entrenador | Chelato Uclés        |       |

|  | DEL | Salvador Bernárdez | Entró |

|  | DEL | Estanislao Ortega | Entró |
|  | DEL | Gil Rodríguez     | Entró |

|  | 84' | Antonio Pavón Molina | 0-1 |

| Árbitro | Porfirio Guerra |
|         | Roberto Morales |
|         | Roberto Tovar   |

|            | POR        | Roger Mayorga   |       |
|            | DEF        | José Durón      |       |
|            | DEF        | Ronald Quilter  |       |
|            | DEF        | Marco Banegas   |       |
|            | DEF        | Héctor Zelaya   |       |
|            | MED        | Mariano Godoy   |       |
|            | MED        | Rubén Guifarro  |       |
|            | MED        | Ángel Obando    |       |
|            | MED        | Óscar Hernández |       |
|            | DEL        | Mario Blandón   |       |
|            | DEL        | Rigoberto Sosa  | Salió |
| Entrenador | Entrenador | Carlos Padilla  |       |

|            | POR        | Carlos Arrieta       |       |
|            | DEF        | Mauricio Álvarez     |       |
|            | DEF        | Jaime Villegas       |       |
|            | DEF        | Carlos Consany       |       |
|            | DEF        | César Dávila         |       |
|            | MED        | Gilberto Yearwood    |       |
|            | MED        | Antonio Pavón Molina |       |
|            | DEL        | José Castro          |       |
|            | DEL        | Jimmy Bailey         | Salió |
|            | DEL        | Arnulfo Echeverría   | Salió |
|            | DEL        | Alberto Ferreira     |       |
| Entrenador | Entrenador | Chelato Uclés        |       |

|  | DEL | Salvador Bernárdez | Entró |

|  | DEL | Estanislao Ortega | Entró |
|  | DEL | Gil Rodríguez     | Entró |

|  | 84' | Antonio Pavón Molina | 0-1 |

| Árbitro | Porfirio Guerra |
|         | Roberto Morales |
|         | Roberto Tovar   |

|                           |
| España Campeón 1° título. |